# Wratja
Wratja – członek społeczności z obrzeży wedyjskiego społeczeństwa w Indiach.
Wratjowie ubierali się na czarno, a na ramionach nosili dwie skóry baranie. Za nakrycie głowy służył im turban.
Religia ich, odmienna od wedyzmu, dotyczyła boga Rudry.
Pomimo tego, że posługiwali się tym samym językiem, co Ariowie wedyjscy, byli przez nich traktowani z pogardą.
Termin wratja bywa rozumiany jako określenie na kapłana niewedyjskiego kultu płodności wratjów.
Ich obrzędy obejmowały rytualny taniec i nierząd.
Wratjowie tworzyli wędrowne grupy (bractwa). Każda z takich grup miała świętą prostytutkę (pumśćali, „poruszająca mężczyznę”) i zawodowego barda (magadha, sudha).
Nie studiowali Wed, posiadali własny kult i tradycje. Przyjmuje się, że utrzymywali dość ścisłe związki z atharwawedinami. Wratjakhanda, piętnasta księga czwartej Wedy (Atharwawedy) poświęcona jest w całości wratjom.
Jej treść gloryfikuje, a nawet ubóstwia wratjów.
W celu ich powrotu na łono religii wedyjskiej stworzono ceremonię zwaną wratjastoma. Ten sam rytuał był przewidziany w celu konwersji obcego, chcącego przyjąć braminizm.